# Johnny Christ
Jonathan Lewis Seward, meglio noto come Johnny Christ (Huntington Beach, 18 novembre 1984), è un bassista statunitense, attualmente membro degli Avenged Sevenfold.

## Storia
Johnny studia musica fin da adolescente ma non entra a far parte di nessun gruppo di valore fino al 2002 quando viene in aiuto dei suoi amici Avenged Sevenfold sostituendo il loro bassista nelle ultime date del tour. Pochi mesi dopo entrerà nella band ufficialmente.

## Biografia
Johnny Seward ha frequentato la Marina High School a Huntington Beach, California.
Conosce M. Shadows e The Rev grazie al suo fratello maggiore nonché compagno di classe dei due alla St Bonaventure. Entra a far parte della band inizialmente come sostituto di Dameon Ash che, a causa di problemi personali, decide di abbandonare la band in tour a poche date dalla conclusione. Johnny si offre quindi di prendere il suo posto permettendo alla band di concludere il tour 2002 e pochi mesi dopo viene ufficializzato come nuovo bassista ufficiale ed inizia quindi con gli Avenged Sevenfold la composizione di Waking The Fallen.

## Vita privata
Nel 2012 ha sposato Lacey Franklin. La coppia ha avuto un bambino nel febbraio del 2017, Franklin James.

## Strumentazione
- Ernie Ball Musicman Stingray Vari Colori
- Ernie Ball Musicman Sterling
- Fender Precision American Custom shop color "Sunburst"
- Rickenbacker 4001
- Cassa Gallien-Krueger 4x12 Neo
- Testata Gallien-Krueger 1001 RB-II
- Ernie Ball 2831 Power Slinky Bass Strings
- Schecter Johnny Christ (Signature)